# Svenska Serier 1990
Svenska Serier Årgång 1990 var den åttonde årgången av tidningen och gavs ut i fyra nummer.
| Nummer | Serie                                        | Upphovsman                                     |
| ------ | -------------------------------------------- | ---------------------------------------------- |
| 1      | Traskens: Avgasproblem                       | Jonas Darnell                                  |
|        | Traskens: Tvættupproret                      | Jonas Darnell                                  |
|        | Syndfri                                      | Per Gyllenör                                   |
|        | Kodnamn Falken (Del 1)                       | Magnus Knutsson Ulf Jansson                    |
|        | Johnny Primat: Dumk, Dunk                    | Jonas Forsberg                                 |
|        | Herman                                       | Lars Rudebjer                                  |
|        | Licens att köra                              | Stefan Rothmaier                               |
|        | Det                                          | Stefan Nagy                                    |
|        | Osthyvelns förbannelse                       | David Liljemark                                |
|        | Busfrön                                      | David Liljemark                                |
|        | Stacken                                      | Thomas Norberg                                 |
|        | Bat-Sven                                     | Mikael Gustafsson Redaktionen                  |
| 2      | Traskens: Mera drag…                         | Jonas Darnell                                  |
|        | Kodnamn Falken (Del 2)                       | Magnus Knutsson Ulf Jansson                    |
|        | Najs: Hemkomsten                             | Mikael Andersson Per Gyllenör                  |
|        | Traskens: En hemmakväll                      | Jonas Darnell                                  |
|        | Otur i turen                                 | Mikael Gustafsson                              |
|        | Herman                                       | Lars Rudebjer                                  |
|        | Kurt Jönssons Vardag: Idrottsligt Intermezzo | Håkan Somdal Björn Rosbro                      |
|        | Ürdning und Reda                             | Roland Beijer                                  |
|        | Dubbelkepsen                                 | Mikael Olsson Sture Henckel                    |
|        | God Natt!                                    | Stefan Rothmaier                               |
|        | Rust in Peace                                | Marcus Olausson                                |
|        | Sven B.C.                                    | Kenneth Jensen                                 |
|        | Sotaren                                      | Daniel Rath                                    |
|        | Sven får en vän                              | Jonas Andersson, Redaktionen & Magnus Knutsson |
| 3      | Provet                                       | Jonny Johansson Tony Darwiche                  |
|        | Automaten                                    | Håkan Fredriksson Henry Svahn                  |
|        | Kodnamn Falken (Del 3)                       | Magnus Knutsson Ulf Jansson                    |
|        | Förrädaren                                   | Per-Anders Blomgren                            |
|        | Bläckmonstret                                | Marcus Lagerqvist                              |
|        | Malcolm                                      | Mikael Tomasic                                 |
|        | Spurt-Nytt                                   | Jonny Nordlund                                 |
|        | Ett med naturen                              | Daniel Rath                                    |
|        | Lunchtime                                    | Marie Söderman                                 |
|        | Snigel-Sven                                  | Stefan Nagy Redaktionen                        |
| 4      | Traskens                                     | Jonas Darnell                                  |
|        | James Hund och Hotet från Jokkmokk           | Jonas Darnell Patrik Norrman                   |
|        | Kapten Sverige                               | Åke Forsmark                                   |
|        | Som Förut                                    | Mikael Andersson Per Gyllenör                  |
|        | Slangbellan                                  | Mikael Bergkvist Magnus Häglund                |
|        | A True Story                                 | Daniel X. X. Hansen                            |
|        | Konstvärk                                    | Stefan Rothmaier                               |
|        | Lunchrast                                    | Thomas Fels David Liljemark                    |
|        | Spurt!                                       | Jonny Nordlund                                 |
|        | Grannens hund                                | Daniel Rath                                    |
|        | Dolph Plywood                                | Mikael Frenneson                               |
|        | Lunch-Time på arbetet No. 21                 | Marie Söderman                                 |
|        | Okänt föremål                                | Tony Darwiche                                  |
|        | Sven, kulturfaran!                           | Maria Blom Redaktionen                         |